# やどさがし
『やどさがし』は、スタジオジブリ制作の日本の短編アニメーション映画。2006年1月3日公開。上映時間は約12分。三鷹の森ジブリ美術館およびジブリパークの「ジブリの大倉庫」エリア内の映画施設において定期的に上映されている。

## あらすじ
新しい家を探す女の子（フキ）の旅。音や雰囲気を表す「ザー」「ぞぞぞ」など、豊かな日本語表現をそのまま動画で画面に表現し、効果音もすべて声で作っている。これは『風立ちぬ』でも採り入れられた。

## スタッフ
- 原作・脚本・監督：宮崎駿 [1]
- 演出アニメーター：近藤勝也 [2]
- 美術監督：平原さやか[2]
- 整音：住谷真[2]
- 製作：スタジオジブリ[2]

## キャスト
- 音・声：タモリ、矢野顕子[2]

## ニューヨーク市におけるイベント上映
当作品を始めとする「ジブリの森のえいが」は、原則として三鷹の森ジブリ美術館内の映像展示室「土星座」、ジブリパークの「ジブリの大倉庫」エリア内にある「映像展示室オリヲン座」以外で上映されることはないが、2011年3月、ニューヨーク市で開催されたフェスティバルJapan NYCの一部として「水グモもんもん」とともにイベント上映された。